# ウィスコンシンカード分類課題
ウィスコンシンカード分類課題（ウィスコンシンカードぶんるいかだい、英: Wisconsin Card Sorting Test、WCST）は、強化学習の状況の変化に直面した際の柔軟さを意味する"セットシフティング" (set-shifting) の能力を見るための神経心理学的課題である。ウィスコンシンカード分類課題のプロフェッショナル向けのマニュアルはロバート・K・ヒートン (Robert K. Heaton)とゴードン・J・チェルーン (Gordon J. Chelune)、ジャック・L・タリー (Jack L. Talley)、ゲイリー・G・ケイ (Gary G. Kay)、グレン・カーティス (Glenn Curtiss) によって書かれている。

## 手法

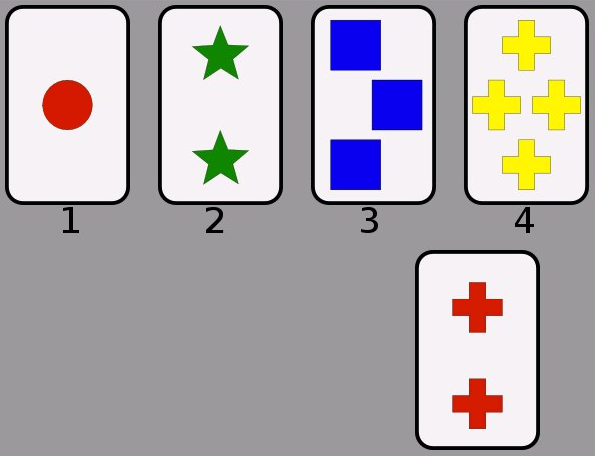
コンピューター版ウィスコンシンカード分類課題のスクリーンショット。下に示されたカードが、1から4のどのグループに分類されるかは、このカードを記号の色、数、形のどれに基づいて分類するかによって異なる。

まず初めに、いくつかのカードが実験参加者に呈示される。これらのカードに描かれた記号は色、数、形がそれぞれ異なっており、実験参加者はカードを記号の色、数、形のどれに基づいて分類するのかを決めることとなる。その後、実際に実験参加者は1山のカードを受け取り、そのカードを以前に呈示されたカードに対して1枚ずつ分類していく。実験参加者にはカードを記号の色、数、形のどれに基づいて分類するのが正しいのかは知らされないが、1枚分類するごとにその分類が正しいのか否かが知らされる。この課題の途中で分類のルールが突然変更され、実験参加者が新しいルールを学習するためにかかる時間やこの学習の際に生じるミスの数などが解析され点数化される。
元々のウィスコンシンカード分類課題では紙のカードを使い、実験者と実験参加者が机に向い合って行っていた。しかし、1990年代初頭にコンピューター版の課題が作られ、最近ではMicrosoft Windows互換のヴァージョン 4.0 が作られている。後者はマニュアル版では非常に複雑だった点数化を自動で行うことが可能である。この課題の所要時間は約 12 から 20 分ほどで、成功したカテゴリー、課題、正答、誤答、保続的 (すでにルールが変わっているにもかかわらず、以前のルールに基づいて何度も間違いを犯してしまう状態) な誤答の数、パーセント、パーセンタイルなどのいくつかの精神測定学的な点数を算出することが可能である。

## 臨床面での利用
臨床的には、この課題は神経心理学者や臨床心理学者、神経学者、精神医学者の間で、後天性脳損傷や神経変性疾患、統合失調症のような精神疾患の患者に対して広く用いられている。この課題は前頭葉の機能障害に対して感受性をもつとされていることから、実行機能 (executive function) の計測法として有効であるとされている。それは例えば、戦略的な計画、系統的探索、環境からのフィードバックを利用した認知セットのシフト、目標の達成に向けた行動の方向付けや衝動的な応答の抑制のような"前頭葉"機能である。この課題は 6 歳半から 89 歳までの幅広い年齢の患者に用いられている。
この課題を正しく遂行するには注意やワーキングメモリ、視覚処理などの様々な認知機能が正常であることが要求されるのだが、この課題は"前頭葉"検査とルーズに呼ばれている。それは前頭葉に損傷のある患者の多くは課題の成績が悪いためである。特に前頭葉背外側部に損傷のある患者は対照群に比べて保続的な誤答が多いことが知られている。最近のウィスコンシンカード分類課題に関する因子分析によりこのような保続的な誤答の数は損傷を評価する上で最も良い計測指標であることが分かっている。このような障害は、より正確には"実行機能障害" (executive dysfunction) と呼ばれる。.

## 研究での利用
ウィスコンシンカード分類課題はPETやfMRIなどによる脳機能イメージングの実験パラダイムとしても用いられる。後天性脳損傷研究から予想されるように、初期の PET による研究によって、この課題を行っている際に前頭前野背外側部の有意な活動が観察されている。しかし、より最近の fMRI による研究によって前頭前野腹外側部 (Konishi et al., 1998, Nature Neuroscience) や尾状核 (Monchi et al., 2001, J. Neuroscience) がウィスコンシンカード分類課題に必要なセットシフティングにもっとも重要な役割をもつ部位なのではないかと考えられている。また、かつては 純粋な運動系の障害として考えられていた運動ニューロン病のような神経変性疾患の患者にもこの課題を適用することによって、これらの患者の少なくとも一部には、ある程度の認知機能の障害があることが示されている。 発達障害ではADHD（注意欠陥多動障害）がこのテストにおいても前頭前野の活動が活性化しないという特徴がみられる。
この課題は統合失調症に関する研究にも広く使われている。